# Леді-Лейк (Флорида)
Леді-Лейк (англ. Lady Lake) — місто (англ. town) в США, в окрузі Лейк штату Флорида. Населення — 15 970 осіб (2020).

## Географія
Леді-Лейк розташоване за координатами 28°55′28″ пн. ш. 81°55′47″ зх. д. / 28.92444° пн. ш. 81.92972° зх. д. (28.924414, -81.929826).  За даними Бюро перепису населення США в 2010 році місто мало площу 21,65 км², з яких 20,91 км² — суходіл та 0,75 км² — водойми.

## Демографія
Згідно з переписом 2010 року, у місті мешкало 13 926 осіб у 7221 домогосподарстві у складі 4172 родин. Густота населення становила 643 особи/км².  Було 8865 помешкань (409/км²).
Расовий склад населення:
| - 90,8 % — білих - 5,1 % — чорних або афроамериканців - 1,1 % — азіатів - 0,4 % — корінних американців - 0,1 % — вихідців з тихоокеанських островів - 1,3 % — осіб інших рас |

До двох чи більше рас належало 1,3 %. Частка іспаномовних становила 4,3 % від усіх жителів.
За віковим діапазоном населення розподілялося таким чином: 10,9 % — особи молодші 18 років, 36,3 % — особи у віці 18—64 років, 52,8 % — особи у віці 65 років та старші. Медіана віку мешканця становила 66,5 року. На 100 осіб жіночої статі у місті припадало 84,0 чоловіків;  на 100 жінок у віці від 18 років та старших — 82,7 чоловіків також старших 18 років.
Середній дохід на одне домашнє господарство  становив 47 533 долари США (медіана — 39 185), а середній дохід на одну сім'ю — 52 957 доларів (медіана — 46 609). Медіана доходів становила 33 313 долари для чоловіків та 27 073 долари для жінок. За межею бідності перебувало 14,2 % осіб, у тому числі 29,6 % дітей у віці до 18 років та 6,2 % осіб у віці 65 років та старших.
Цивільне працевлаштоване населення становило 4036 осіб. Основні галузі зайнятості: мистецтво, розваги та відпочинок — 19,1 %, освіта, охорона здоров'я та соціальна допомога — 17,4 %, роздрібна торгівля — 16,5 %.